# Рубен Шипвей
Рубен Шипвей (англ. Reuben Shipway) — американський морський біолог, малаколог. Сфера наукових інтересів включає: організми, що руйнують деревину, зокрема морських двостулкових терединідів, яких зазвичай називають корабельними хробаками; ксилотрофні симбіози; деградація лігноцелюлози та вивчення нових шляхів отримання целюлозного етанолу.

## Біографія
У 2009 році закінчив Портсмутський університет, отримавши ступінь бакалавра з відзнакою з морської біології. Згодом отримав ступінь доктора в Інституті морських наук Портсмутського університету, захистивши дисертацію під назвою «Про стратегії життєдіяльності Teredinidae». 
З 2014 року працював у Меморіальному центрі геному океану (Ocean Genome Legacy Center) при Північно-Східного університету в Бостоні. Брав участь в експедиції на Філіппіни в рамках Міжнародної спільної групи з питань біорізноманіття Філіппінських молюсків-симбіонтів (PMS ICBG), де вивчав корабельних черв'яків та симбіонтів із мангрових заростей, морської трави та річкових систем. За результатами експедиції, у 2019 році він став співавтором відкриття унікального виду молюсків Lithoredo abatanica, який прогризає ходи не у деревині, а у вапняку. 
Крім того Шипвей є співастором відкриття інших видів тередових молюсків - 
- Tamilokus mabinia Shipway & Distel, 2019
- Nivanteredo coronata Velásquez & Shipway, 2018

У 2019 році Рубен Шипвей став викладачем Портсмутського університету.